# STRANGERS
『STRANGERS』（ストレンジャーズ）は、日本のミュージシャン、布袋寅泰の16枚目のアルバムである。

## 解説
本格的な世界進出を視野に入れて制作された作品であり、"HOTEI"名義でイギリス、ヨーロッパ、日本にてワールドリリースされた。これまでも海外にてリリースされた作品は存在するが、同時リリースはキャリア史上初となる。
前年リリースの前作『New Beginnings』をベースとし、新たに海外アーティストとコラボレーションした楽曲や新曲を収録した構成となっている。

海外で活動していく上で「まずは世界で通用する音楽を作る方法を自分が知らなければならない」というところから『New Beginnings』を制作。そこからさらに「今後世界に自分の存在をアピールしていく上でまずは作品をリリースする」ことを念頭に、より世界のマーケットにアピールできる音楽を意識して楽曲を発展させていき、本作は完成した。『New Beginnings』収録のままの楽曲については「インストゥルメンタルとして完成しているから、そのままにした」とのこと。
前作では自身が日本人だということを踏まえたオリエンタルなテイストも意識したとされるが、一方で「"和"のコンセプトとして押し出しても、"これで扉は開くのか？"という疑問もどこかであった」こと、また2015年4月にスパインファーム・レコードとの契約を果たしたことも影響している。さらに本作リリース前の2015年7月7日にロンドンのThe Lexingtonで行ったワンマンライブにて、「この人は日本人ギタリストと誇張しない方が良い。日本人という先入観でイメージを狭めてしまうのはもったいない」と業界人たちから評価されたことも大きかったという。
また前作以上に「ロンドンを拠点に世界進出を目指すのだから、とにかくイギリスの制作スタイルに自分をローカライズさせる」ことも強く頭に置いてアルバム制作を進めていった。
ザ・ストゥージズのメンバーとしてロックの殿堂入りを果たしているイギー・ポップ、ラムシュタインおよびエミグレイトのリヒャルト・Z・クルスペ、ブレット・フォー・マイ・ヴァレンタインのマット・タック、テキサス出身のシンガーソングライターであるシェイ・シーガー、アポロ440のメンバーにして布袋の友人であり『SUPERSONIC GENERATION』や前作でも共演しているNOKOがゲストで参加している。
ゲストとのコラボレーション曲と、インストゥルメンタル曲との比率については「当初から僕を含めたチーム全員が、インストゥルメンタルとコラボレーションのバランスがとれたアルバムにすべきだという点で意見が一致していた。それがギタリストHOTEIのあるべき姿だから」と布袋は語っている。
アルバムタイトルについては「僕はジャパニーズではあるけれども、広い世界の中ではひとりの見知らぬ『Strangers』でもある」という意図から来ている。

また日本のファンに向けて「(前作の) 焼き直しじゃないの？と思われる方もいるかもしれない。実際『New Beginnings』収録のままの曲もある。この曲がこうなるのか、と楽曲の変化を楽しんでもらうのもいいし、逆にまったく新しいアルバムとして、世界の中のStrangersのひとりとして聴いてもらうと、また違う音楽に聴こえると思う。それぞれの楽しみ方をして欲しい」という思いも語っている。

## 録音
前述の通り、前作『New Beginnings』をベースとして制作されており、楽曲のアレンジや演奏パートの再録を中心にレコーディングが進められた。
2015年4月にスパインファーム・レコードと契約したことで、本作のレコーディングは同レーベルのマネージメント・チームと共にサウンドやアルバムの方向性を練りながらの作業となった。
前作と本作のインタビューにて、日本時代とイギリス移住後の違いとして「日本ではスタッフが僕の作る音楽を信頼しサポートもしてくれていたけど、ロンドンではプロデューサー、事務所のスタッフ、レーベルのスタッフ、エンジニアなど様々な人が意見を出してくる」ことを挙げており、実際「このギターソロ長い」「この部分いらない」といった意見から削ぎ落とした部分もあったという。前述の通りイギリスの制作手法に馴染むため、そういった第三者の意見を取り入つつレコーディングを進めてしていった結果、本作は1曲1曲がコンパクトなアルバムとなったとのこと。「自分ではなかなか切れないところだけど、制作スタッフの意見も採り入れてこういう形になっていった。はじめのころは切るとそこにあったものが無くなるという違和感があった。でも馴染んでくると、インパクトとスリルを味わってもらいたかったらコンパクトであることも有効だなという気付きもあった」と語っている。
マット・タックやリヒャルト・Z・クルスペとはレーベル側からの紹介により共演を果たしている。

## リリース
2015年10月16日にユニバーサルミュージックのヴァージンレーベルよりイギリス、ヨーロッパ、日本にて同時リリースされた。またiTunesでも全世界に向けて配信されている。海外版のリリース日と並行する為、通常日本でCDがリリースされることが多い水曜日ではなく、金曜日のリリースとなった。
アルバムリリースに先駆け、YouTube上にてダイジェスト動画がアップロードされており、布袋本人やゲスト参加したマット・タック、イギー・ポップ、シェイ・シーガー、NOKOのコメントを聴くことができる。
日本版と海外版では収録曲および曲順が異なる。日本版のみボーナストラックが収録されているほか、インタビュー掲載のライナーノーツと対訳、ヨーロッパにて先行配信された「HOW THE COOKIE CRUMBLES」「TEXAS GROOVE」のリリックビデオを収めたDVDが付属されている。
2016年7月8日にアメリカ・ドイツ・イギリスの各国でスペシャルエディションがリリースされた。海外版に「POWER」「BLACK SHIPS」「MOVE IT (HOUNDS REMIX)」「TRICK ATTACK」の4曲が追加収録されている。

## アートワーク
アルバムジャケットに写った布袋の後ろ姿は「遠いどこかへ向かって一歩を踏み出したようにも見えるし、どこかに帰って行くようにも見える」という意図が込められている。
また「"HOTEI"のロゴのIの上にある、日の丸にも見える赤い点は、僕の秘めたるアイデンティティとしてデザインに加えたもの」とのこと。
海外で発売されたスペシャルエディションのアルバムジャケットでは床が「GUITARHYTHM柄（G柄）」に変更されている。

## ツアー
本作を携えてのツアーは『HOTEI STRANGERS TOUR 2015』と題し、2015年10月21日にロンドンのイズリントン・アッセンブリーホールにてワンマンライブを開催した。

バンドメンバーは、布袋の盟友であり前作と本作にも参加したアポロ440のNOKO、同じくアポロ440のドラマーであるクリフ・ヒューイット、前作『New Beginnings』のレコーディングに参加しシェイ・シーガーのバンドメイトでもあるアンディ・ウォレスの3名。いずれも2015年7月7日にロンドンのThe Lexingtonにて行ったワンマンライブからのメンバーである。ライブ当日はリーフのゲイリー・ストリンガーとシェイ・シーガーがゲストで登場した。
また2015年12月7日にパリのBoule Noire、12月9日にベルリンのCassiopeia、12月10日にアムステルダムのParadisoでのライブが決定していたが、2015年11月13日に発生したパリ同時多発テロ事件の影響を受け、パリが2月8日、アムステルダムが2月9日、ベルリンが2月11日に延期された。ベルリン公演ではリヒャルト・Z・クルスペとの共演も果たしている。
なお、日本での公演は行われなかった。

## 収録曲

### Japan Edition
| #         | タイトル                                           | 作詞                | 作曲                          | 時間  |
| --------- | -------------------------------------------------- | ------------------- | ----------------------------- | ----- |
| 1.        | 「STRANGERS」                                      |                     | 布袋寅泰                      | 3:39  |
| 2.        | 「KILL OR KISS（FEATURING SHEA SEGER)」            | SHEA SEGER・K.KLEIV | 布袋寅泰・LEO ABRAHAMS        | 2:46  |
| 3.        | 「MOVE IT（FEATURING RICHARD Z. KRUSPE)」          | RICHARD Z. KRUSPE   | 布袋寅泰・NORMAN FISHER-JONES | 2:53  |
| 4.        | 「HOW THE COOKIE CRUMBLES（FEATURING IGGY POP)」   | IGGY POP            | 布袋寅泰                      | 2:46  |
| 5.        | 「MEDUSA」                                         |                     | 布袋寅泰・YOUTH               | 5:57  |
| 6.        | 「KILL TO LOVE YOU（FEATURING MATT TUCK)」         | MATT TUCK           | 布袋寅泰                      | 4:29  |
| 7.        | 「BATTLE WITHOUT HONOR OR HUMANITY」               |                     | 布袋寅泰                      | 2:31  |
| 8.        | 「TEXAS GROOVE（FEATURING SHEA SEGER)」            | 布袋寅泰            | 布袋寅泰                      | 3:16  |
| 9.        | 「BARREL OF MY OWN GUN（FEATURING NOKO)」          | NORMAN FISHER-JONES | 布袋寅泰・NORMAN FISHER-JONES | 3:55  |
| 10.       | 「WALKING THROUGH THE NIGHT（FEATURING IGGY POP)」 | IGGY POP            | 布袋寅泰                      | 3:34  |
| 11.       | 「BLACK SHIPS」                                    |                     | 布袋寅泰                      | 4:07  |
| 12.       | 「INTO THE LIGHT」                                 |                     | 布袋寅泰・LEO ABRAHAMS        | 5:08  |
| 13.       | 「DEPARTURE」                                      |                     | 布袋寅泰・STEPHEN LIPSON      | 4:56  |
| 合計時間: | 合計時間:                                          | 合計時間:           | 合計時間:                     | 51:36 |

### UK / Europe Edition
| #         | タイトル                                           | 作詞                | 作曲                          | 時間  |
| --------- | -------------------------------------------------- | ------------------- | ----------------------------- | ----- |
| 1.        | 「MEDUSA」                                         |                     | 布袋寅泰・YOUTH               | 5:57  |
| 2.        | 「HOW THE COOKIE CRUMBLES（FEATURING IGGY POP)」   | IGGY POP            | 布袋寅泰                      | 2:46  |
| 3.        | 「KILL OR KISS（FEATURING SHEA SEGER)」            | SHEA SEGER・K.KLEIV | 布袋寅泰・LEO ABRAHAMS        | 4:22  |
| 4.        | 「MOVE IT（FEATURING RICHARD Z. KRUSPE)」          | RICHARD Z. KRUSPE   | 布袋寅泰・NORMAN FISHER-JONES | 2:53  |
| 5.        | 「BARREL OF MY OWN GUN（FEATURING NOKO)」          | NORMAN FISHER-JONES | 布袋寅泰・NORMAN FISHER-JONES | 3:55  |
| 6.        | 「KILL TO LOVE YOU（FEATURING MATT TUCK)」         | MATT TUCK           | 布袋寅泰                      | 4:29  |
| 7.        | 「STRANGERS」                                      |                     | 布袋寅泰                      | 3:39  |
| 8.        | 「WALKING THROUGH THE NIGHT（FEATURING IGGY POP)」 | IGGY POP            | 布袋寅泰                      | 3:34  |
| 9.        | 「TEXAS GROOVE（FEATURING SHEA SEGER)」            | 布袋寅泰            | 布袋寅泰                      | 3:16  |
| 10.       | 「INTO THE LIGHT」                                 |                     | 布袋寅泰・LEO ABRAHAMS        | 5:08  |
| 11.       | 「DEPARTURE」                                      |                     | 布袋寅泰・STEPHEN LIPSON      | 4:56  |
| 12.       | 「BATTLE WITHOUT HONOR OR HUMANITY」               |                     | 布袋寅泰                      | 2:31  |
| 合計時間: | 合計時間:                                          | 合計時間:           | 合計時間:                     | 47:29 |

### Special Edition 追加曲
| #   | タイトル                   | 作詞              | 作曲                          | 時間 |
| --- | -------------------------- | ----------------- | ----------------------------- | ---- |
| 13. | 「POWER」                  |                   | 布袋寅泰                      | 4:06 |
| 14. | 「BLACK SHIPS」            |                   | 布袋寅泰                      | 4:07 |
| 15. | 「MOVE IT (HOUNDS REMIX)」 | RICHARD Z. KRUSPE | 布袋寅泰・NORMAN FISHER-JONES | 3:05 |
| 16. | 「TRICK ATTACK」           |                   | 布袋寅泰                      | 3:50 |

## 楽曲解説
Japan Editionの曲順で記載する。前作からの楽曲の詳細は『New Beginnings』を参照のこと。
1. STRANGERS

2012年2月15日に配信されたドラマ『Strangers 6』のメインテーマのニューバージョン。
前作にも参加したプロデューサー、スティーヴ・リプソン（英語版）との作業で新たなアレンジが加えられているほか、一部ギターパートも再レコーディングされている。
元々ロンドンのスタッフ陣にも好評で、トラック7「BATTLE WITHOUT HONOR OR HUMANITY」と共に当アルバムには外せないという運びとなり、収録へと至った。
2. KILL OR KISS (FEATURING SHEA SEGER)

前作『New Beginnings』からの楽曲。ボーカルにシェイ・シーガーをフィーチャーし新たな歌詞が加わったほか、一部の歌詞が変更されている。
ギターテイクの一部も新たにレコーディングされている。[2]
当初は別のボーカリストにオファーを出しており先方も乗り気だったが、スケジュールの関係で断念しシェイに白羽の矢が立ったとのこと。
シェイ・シーガーとの交流のきっかけは、布袋の知人繋がりから。数年前よりシェイのステージを何回か観覧しており、本作にて共演へと至った。[7][2]
前作には記載されていないが、本作ではコーラスに布袋の名がクレジットされている。
3. MOVE IT (FEATURING RICHARD Z. KRUSPE)

前作『New Beginnings』収録の「New Chemial」をアレンジした楽曲。
ラムシュタインおよびエミグレイト（英語版）のリヒャルト・Z・クルスペがボーカルと作詞で参加している。
リヒャルトとの共演のきっかけは、布袋の所属レーベルであるスパインファーム・レコードからの紹介より。スカイプでミーティングし、ネット上で互いがエディットした音源データを送り合うという形で楽曲を完成させている。[2]
なおごく一部分ではあるが、リヒャルトはギターでも参加している。[2]
2016年4月8日にシングルカットされ、ヨーロッパ全土に配信されている
4. HOW THE COOKIE CRUMBLES (FEATURING IGGY POP)

前作『New Beginnings』からの楽曲。
イギー・ポップがボーカルと作詞で参加している。
2015年6月15日、イギリスとヨーロッパ全土にて先行配信された。
YouTube上にリリックビデオもアップロードされており[注釈 9]、本作付属のDVDに収録されている。
5. MEDUSA
前作『New Beginnings』からの楽曲。
キリング・ジョークのユース（英語版）がプロデュースを手掛けた。
6. KILL TO LOVE YOU (FEATURING MATT TUCK)

ブレット・フォー・マイ・ヴァレンタインのマット・タック（英語版）がボーカルと作詞で参加している。
マット・タックとの共演のきっかけは、布袋の所属レーベルであるスパインファーム・レコードからの紹介より。マットが「スパイ映画のテーマになるような曲、ジェームズ・ボンドのようなミステリアスな音楽から始めないか」と切り出し、布袋が「じゃあタランティーノが監督したジェームズ・ボンドのテーマソングのような感じにしよう」と返したところから楽曲のコンセプトと"KILL TO LOVE YOU"というタイトルが決まった。このアイデアを軸に布袋が曲を作り、マットがそれに歌詞を乗せるという手法で完成に至っている。[8][7][1][2]
レコーディングは3〜4日程度で終えたとのこと。布袋ひとりで制作したデモトラックをマットが非常に気に入った結果、布袋にとって生まれて初めてプログラミングからベース、ドラムまで自身ひとりで手掛けてアルバムに収録した楽曲となっている。[2]
マット曰く「ラウソングだけど、歌詞は"危険から逃れる"がテーマ」。[7]
なおマット・タックはバンドメンバー以外とのコラボレーションは今回が初めてだったとのこと。[2]
長年の布袋の友人でもあるサイモン・ヘイルがオーケストラ・アレンジメントを手掛けている。
7. BATTLE WITHOUT HONOR OR HUMANITY

クエンティン・タランティーノが手掛けた映画『キル・ビル』のテーマ曲。
現在も国内外の様々な場面にて使用されている。
詳細は『BATTLE WITHOUT HONOR OR HUMANITY』を参照。
8. TEXAS GROOVE (FEATURING SHEA SEGER)

前作『New Beginnings』からの楽曲であり、新たなボーカリストにシェイ・シーガーをフィーチャー。
シンセベースや4つ打ちリズムが加えられたほか、イントロのギターソロをカット、ミックスもやり直すなどのアレンジが加えられている。
布袋自身は前作の時点で強い思い入れを持っていたものの、レーベルのスタッフ陣からは本作での収録を見送るよう言われていたという。しかし前述したThe Lexingtonでのワンマンライブにてシェイ・シーガーをゲストボーカルに迎えてこの楽曲を披露したところ、ラジオのPR担当が絶対次のシングルにしたいと発言するなど大好評となった[注釈 10]。その為、急遽シェイのボーカルでのニューバージョンを制作する運びとなり、本作へと収録されている。[1][2]
もともとこの楽曲はシェイ・シーガーのライブを観た時にインスパイヤされて作られている[2]。ちなみにシェイはタイトルと同じテキサス出身である。
アルバムリリースに先駆けてYouTube上にリリックビデオがアップロードされており[注釈 11]、本作付属のDVDに収録されている。
9. BARREL OF MY OWN GUN (FEATURING NOKO)

前作『New Beginnings』からの楽曲。
楽曲自体は前作と同じ内容だが、名義に"FEATURING NOKO"が追加されている。
10. WALKING THROUGH THE NIGHT (FEATURING IGGY POP)

前作『New Beginnings』からの楽曲。
イギー・ポップがボーカルと作詞で参加している。
11. BLACK SHIPS

日本版のボーナストラック。
前作『New Beginnings』の過程で作られた楽曲であり、トラック4「HOW THE COOKIE CRUMBLES」とトラック10「WALKING THROUGH THE NIGHT」と同じ週に作曲された。ほとんどデモテープのままに近い仕上がりとなっている。[2]
「オリエンタルな雰囲気で、黒船が荒海に揉まれて世界を行くイメージ。嵐の中の航海みたいな」とのこと。
当アルバム以前に2014年8月28日〜29日の『HOTEI -Premium Live- @ Blue Note Tokyo』にて披露されており、ライブDVD『HOTEI JAZZ TRIO Live at Blue Note Tokyo』にも収録されている。
12. INTO THE LIGHT

前作『New Beginnings』からの楽曲。
レオ・エイブラハムズ（英語版）がプロデュースを手掛けた。
前回のアルバムツアーは、この「Into the Light」がツアータイトルとなっている。
13. DEPARTURE

前作『New Beginnings』からの楽曲。
スティーヴ・リプソンがプロデュースを手掛けた。

## 参加ミュージシャン
Japan Editionの曲順に沿って記載する。
- 布袋寅泰 - ギター、ベース (M：3, 7, 11)、キーボード (M：7, 11)、プログラミング (M：6)、バッキング・ボーカル (M：3)
- SHEA SEGER - ボーカル (M：2, 8)、バッキング・ボーカル (M：8)
- RICHARD Z.KRUSPE - ボーカル、ギター (M：3)
- IGGY POP - ボーカル (M：4, 10)
- MATTHEW"MATT" TUCK - ボーカル (M：6)
- NOKO（英語版） - ボーカル、プログラミング、ベース、キーボード、バリトンギター、スライドギター (M：9)
- LEO ABRAHAMS（英語版） -シンセサイザー、ピアノ、ライブ・トリートメント、プログラミング (M：2, 12)
- YOUTH - ベース (M：5)
- STEPHEN LIPSON（英語版） - ドラム、ベース、プログラミング (M：13)
- Vula Malinga（英語版） - バッキング・ボーカル (M：8)
- LADONNA HARLEY-PETERS - バッキング・ボーカル (M：8)
- 福富幸宏 - プログラミング (M：1)
- 岸利至 - プログラミング (M：2, 3, 4, 7, 8, 10, 11, 12)、オーディオ・エディット (M：2, 3, 4, 7, 8, 10, 11)
- KARI - バッキング・ボーカル (M：2)
- EMRE RAMAZANOGLU - ドラム、プログラミング (M：2, 12)
- ASHLEY KRAJEWSKI - プログラミング、オーディオ・エディット (M：3, 9)
- EDDIE BANDA - ドラム、プログラミング (M：5)
- MICHAEL RENDALL - プログラミング、キーボード (M：5)
- SIMON HALE - オーケストラ・アレンジ、指揮 (M：6)
- 村田陽一 - ホーン・アレンジ、トロンボーン (M：7)
- 荒木敏男 - トランペット (M：7)
- 菅坡雅彦 - トランペット (M：7)
- ANDY WALLANCE - ハモンドオルガン (M：9)
- MARK HEANEY - ドラム

### エンジニア

#### ミックス・エンジニア
- MATT LAWRENCE[注釈 12] - (M：3, 4, 5, 8, 9, 10)
- EMRE RAMAZANOGLU[注釈 13] - (M：12)
- STEPHEN LIPSON（英語版） - (M：1, 13)
- ADRIAN BUSHBY[注釈 14] - (M：2, 6, 11)
- 今井邦彦[注釈 15] - (M：7)

#### マスタリング・エンジニア
- MAZEN MURAD[注釈 16]
- TIM YOUNG[注釈 17]